# 绿棱点地梅
绿棱点地梅（学名：Androsace mairei）为报春花科点地梅属下的一个种。

## 扩展阅读
- 維基物種上的相關：绿棱点地梅